# BMX-Rennsport-Weltmeisterschaften/BMX-Rennen der Männer U23
Das BMX-Rennen der Männer U23 ist ein Wettbewerb bei den BMX-Rennsport-Weltmeisterschaften. Während die Kategorie U23 in anderen Radsport-Disziplinen (Straße, Cyclocross, Mountainbike) bereits 1996 eingeführt worden war, fand sie im BMX-Rennsport jahrzehntelang keine Verwendung. 2021 gab es erstmals eine U23-Wertung im UCI-BMX-Racing-Weltcup, im Jahr darauf wurde die U23 vollwertig ins Regelwerk eingeführt und ab demselben Jahr auch bei Weltmeisterschaften ausgefahren.

## Palmarès
| Jahr | Austragungsort | Gold                | Silber              | Bronze        |
| ---- | -------------- | ------------------- | ------------------- | ------------- |
| 2022 | Nantes         | Léo Garoyan         | Juan Camilo Ramírez | Asuma Nakai   |
| 2023 | Glasgow        | Filib Steiner       | Matéo Colsenet      | Rico Bearman  |
| 2024 | Rock Hill      | Pedro Benalcazar    | Patrick O’Brien     | Jason Noordam |
| 2025 | Kopenhagen     | Alexis Pieczanowsky | Joshua Jolly        | Jason Noordam |

## Medaillenspiegel
| Platz  | Land               | Gold | Silber | Bronze | Gesamt |
| ------ | ------------------ | ---- | ------ | ------ | ------ |
| 1      | Frankreich         | 2    | 1      | 0      | 3      |
| 2      | Ecuador            | 1    | 0      | 0      | 1      |
| 2      | Schweiz            | 1    | 0      | 0      | 1      |
| 4      | Australien         | 0    | 1      | 0      | 1      |
| 4      | Kolumbien          | 0    | 1      | 0      | 1      |
| 4      | Vereinigte Staaten | 0    | 1      | 0      | 1      |
| 7      | Niederlande        | 0    | 0      | 2      | 2      |
| 8      | Japan              | 0    | 0      | 1      | 1      |
| 8      | Neuseeland         | 0    | 0      | 1      | 1      |
| Gesamt | Gesamt             | 4    | 4      | 4      | 12     |